# Video Emme
Video M Italia è stata un'emittente televisiva a carattere regionale, che trasmetteva da Martina Franca, in Valle d’Itria.

## Storia
L'emittente pugliese nasce nel 1984, nella città di Brindisi per voglia di Rocco Monaco operando le sue trasmissioni sull'ambito locale. Dopo cinque anni, esattamente nel 1989 Video Emme viene acquisita da Antonio Caggese ex editore di TeleMessapia, trasferendo la sede a Trani Bari. In seguito da una costola di Tele Radio Nord Barese e da una quota del proprietario di Delta Tv fino al 1992 questa trasmise dalla storica sede di TRNB. Successivamente si affilia al circuito Cinquestelle, questo si deve a Filippo Donvito all'epoca direttore dell'emittente, coprendo l'area di copertura le province di Bari, Brindisi, Foggia. Nel 1992, il Ministero delle Telecomunicazioni concede a Video Emme, la licenza di operare. Ai programmi generalisti, viene affiancato un tg locale con tre edizioni quotidiane diretto da Antonio Mazzicone.
Il palinsesto dell'emittente pugliese comprendeva:
- Radio Bari, trasmissione radiofonica in video ideata e condotta da Gianni Colajemma;
- Calannarie Barese, programma popolare di Gigi De Santis;
- Off-Side, programma sportivo condotta da Massimiliano Sisto;
- altri programmi: Controcorrente, Mi manda Video Emme, Piazzetta del Caffè, La superschedina del weekend e Sposatissimi (condotti da Maurizio Miazga e Francesca Catacchio).

Nel 1993 Video Emme ha una nuova sede all'interno del parco commerciale "Il Baricentro di Casamassima", in provincia di Bari. Durante gli anni, diventa il relay in Puglia e Basilicata per il circuito 7 Gold. Nel 2004, la struttura Video Emme venne acquisita dal gruppo 7 Gold cambiando denominazione in 7 Gold Puglia.
Nel 2014 viene attivata sul digitale terrestre Video M Italia.
La TV è ora visibile in Puglia sul canale 89, presente nel Mux Delta TV (CH32) e trasmette da Martina Franca (TA), il direttore continua ad essere Rocco Monaco e vengono prodotti servizi da tutta la Valle d’Itria.
Il palinsesto comprende:
- “Radio Margherita”, viene ri-trasmessa la nota radio Palermitana di sola musica italiana
- ”Buongiorno Cara Italia”: rassegna stampa a cura del direttore Rocco Monaco
- ”Sportivissimo”: programma calcistico a cura di Cosimo Vestita e Luca Chianura
- Programmi comici con Piero Bagnardi
- ”Santa Messa da Cisternino”:  da Cisternino (BR) vengono prodotte in diretta le S. Messe festive e solenni da DB Live Web TV 2.0 Archiviato l'8 maggio 2022 in Internet Archive. con la regia di Vincenzo Gentile

Inoltre, la TV Martinese trasmette numerosi eventi e conferenze in diretta televisiva e Facebook.
Rimane evidente l'impronta politica e di denuncia sociale ma il canale è aperto anche ad eventi di rilievo, come celebrazioni religiose, feste nonché speciali su attività del territorio.
Dal 1º ottobre 2020 Video M Italia è disponibile in tutta Italia sulla piattaforma online Hybrid Broadcast Broadband TV, integrata nelle nuove Smart TV sul canale 244 Babel TV . A seguito di problematica di carattere burocratico dell’emittente host da novembre 2020 le trasmissioni in HBBTV sono state disattivate e riattivate a marzo 2021 sul canale LA 9, LCN 169 del digitale terrestre in risoluzione 720p.
Nel 2021 il direttore Rocco Monaco porta avanti, insieme alla REA (Radiotelevisioni Europee Associate), una campagna contro la disuguaglianza di fondi concessi dallo stato tra le piccole e le grandi TV, riuscendo a ottenere l’appoggio d'alcuni politici di centro destra.